# Řád Bohdana Chmelnického (Ukrajina)
Řád Bohdana Chmelnického (ukrajinsky Орден Богдана Хмельницького) je ukrajinské vojenské vyznamenání založené roku 1995. Udílen je výhradně občanům Ukrajiny, a to jak civilistům tak příslušníkům ozbrojených sil.

## Historie a pravidla udílení
Řád byl založen prezidentem Leonidem Kučmou dekretem č. 344/95 ze dne 3. května 1995 na památku padesátého výročí konce druhé světové války. Pojmenován je po hejtmanu ukrajinských kozáků Bohdanu Chmelnickém. Původně byl udílen veteránům druhé světové války.
K prvnímu předání tohoto vyznamenání došlo 7. května 1995. Prvními příjemci řádu III. třídy se stali Hrdinové Sovětského svazu Aleksandr Ignatěvič Molodčij a Anatolij Konstantinovič Nědbajlo a další válečný veterán Maksim Konstantinovič Veličko. Dne 16. března 2000 byl přijat zákon O státních vyznamenáních Ukrajiny, který prezidentu Ukrajiny doporučil, aby svá rozhodnutí o udílení ocenění uvedl do souladu s přijatým zákonem. Dne 30. ledna 2004 byl prezidentským dekretem č. 112/2004 zrušen předchozí dekret č. 344/95 a byl schválen nový status řádu i popis jeho insignií. Od té doby je udílen za zvláštní služby při ochraně státní suverenity, územní celistvosti, posilování obranyschopnosti a bezpečnosti Ukrajiny a nadále i válečným veteránům druhé světové války. Udělen může být pouze občanům Ukrajiny, a to civilistům i příslušníkům ozbrojených sil.
Dekretem prezidenta Ukrajiny Leonida Kučmy č. 1329/99 ze dne 14. října 1999 při příležitosti 55. výročí osvobození Ukrajiny od fašistických útočníků, bylo rozhodnuto (v souladu s platným statutem řádu z roku 1995) o udělení insignií prezidenta Ukrajiny „Řád Bohdana Chmelnického“ za odvahu a odhodlání projevené v boji proti fašismu během Velké vlastenecké války v letech 1941 až 1945, veteránům této války, kteří:
- byli Hrdiny Sovětského svazu
- byli vyznamenáni třemi Řády slávy
- byli vyznamenáni čtyřmi a více medailemi Za odvahu
- byli důstojníky a účastnili se bojů proti nepříteli

Navíc podle dekretu Leonida Kučmy č. 1314/2003 ze dne 18. listopadu 2003 byl tento řádu udělen i v případě:
- osob velících partyzánským oddílům, formacím a podzemnímu hnutí, kteří se účastnili akcí proti nepříteli

Dekretem prezidenta Ukrajiny Viktora Juščenka č. 161/2006 ze dne 28. února 2006 bylo udělení řádu rozšířeno o:
- účastníky akcí z roku 1945 proti Japonskému císařství

## Třídy
Řád je udílen ve třech třídách:

I. třída
II. třída
III. třída

- I. třída
- II. třída
- III. třída

## Insignie
Řádový odznak má tvar tmavě červeně smaltovaného kříže. Mezi jednotlivými rameny jsou shluky různě dlouhých paprsků. Pod křížem jsou zkřížené meče směřující čepelemi nahoru. Uprostřed je kulatý medailon lemovaný věncem. Uprostřed medailonu je erb Bohdana Chmelnického. Odznak je vyroben ze stříbra, které je v případě první třídy pozlaceno. Na zadní straně je vyryto sériové číslo. Velikost odznaku je v případě první třídy 50 mm, v případě druhé a třetí třídy 45 mm. Ke stuze je odznak připojen pomocí jednoduchého očka.
Stuha z hedvábného moaré se v jednotlivých třídách liší. V případě první třídy je stuha široká 45 mm tmavě červená uprostřed se zlatým proužkem širokým 10 mm. U druhé třídy je šířka stuhy 24 mm a skládá se z bílého proužku širokého 4 mm, na který z obou stran navazují proužky v barvě modré a zlaté, každý o šířce 2 mm. Při okraji jsou tmavě červené pruhy široké 6 mm. V případě třetí třídy se stuha široká 24 mm skládá z prostředního zlatého pruhu širokého 4 mm, na který z obou stran navazují proužky široké 2 mm v barvě modré, zlaté a bílé. Při okraji jsou tmavě červené proužky široké 4 mm.